# Zhorný
Zhorný (Duits: Sorny) is een Tsjechische plaats in de gemeente Křečovice, regio Midden-Bohemen, en maakt deel uit van het district Benešov. Het dorp ligt op ongeveer 1 kilometer afstand van Křečovice.
Zhorný telt 16 inwoners (2021).

## Geschiedenis
De eerste schriftelijke vermelding van het dorp dateert van 1398.
Tijdens de Tweede Wereldoorlog was het dorp onderdeel van het militaire oefenterrein van de Waffen-SS Benešov. Op 31 december 1943 moesten de inwoners daarom noodgedwongen hun huizen verlaten.
In 1960 werd Zhorný, samen met Křečovice, ingedeeld bij het district Benešov.

## Verkeer en vervoer

### Autowegen
Er leidt een regionale weg naar het dorp.

### Spoorlijnen
Er is geen station in Zhorný. Het dichtstbijzijnde station is in Štětkovice, op zo'n acht kilometer afstand. Dat station ligt aan de spoorlijn van Benešov naar Vlašim.

### Buslijnen
Er is geen bushalte in het dorp. De dichtstbijzijnde halte is in Křečovice, op zo'n 1 kilometer afstand.
| Halte                | Lijn | Traject           | Vervoerder |
| -------------------- | ---- | ----------------- | ---------- |
| Křečovice, Křečovice | 754  | Benešov - Příbram | ZDAR       |

## Galerij

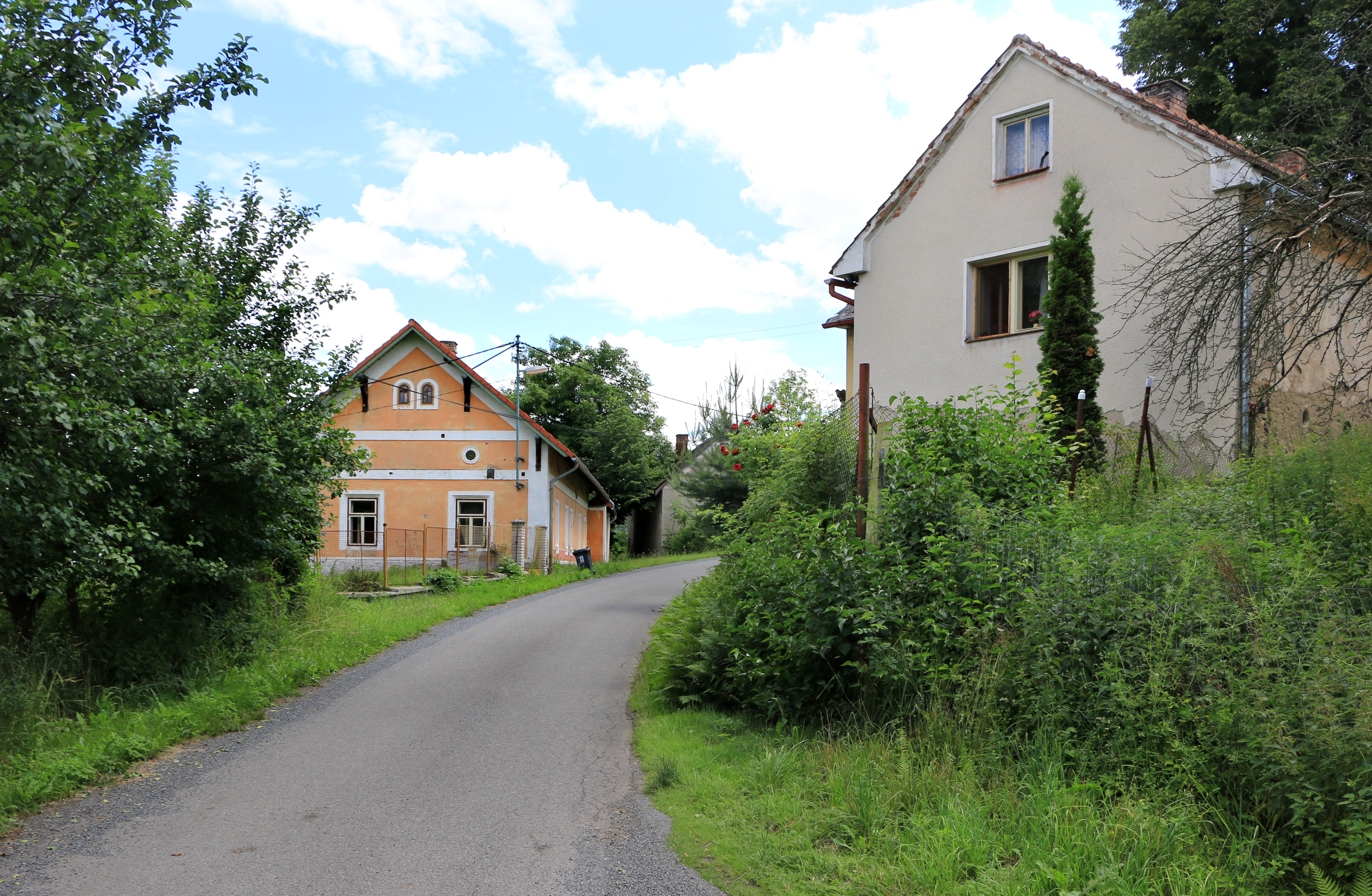
Huizen in het dorp (2016)
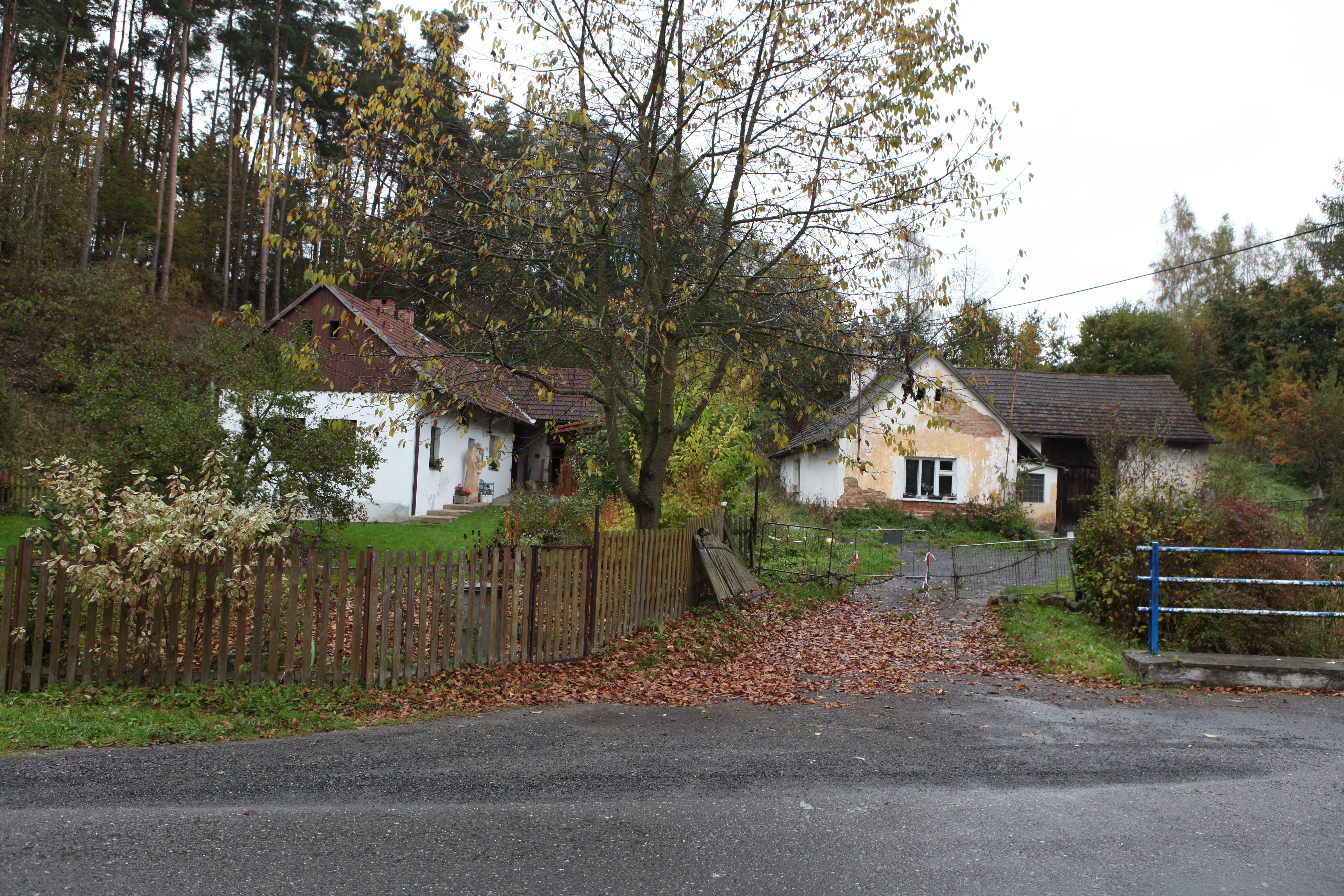
Huizen in het dorp (2010)
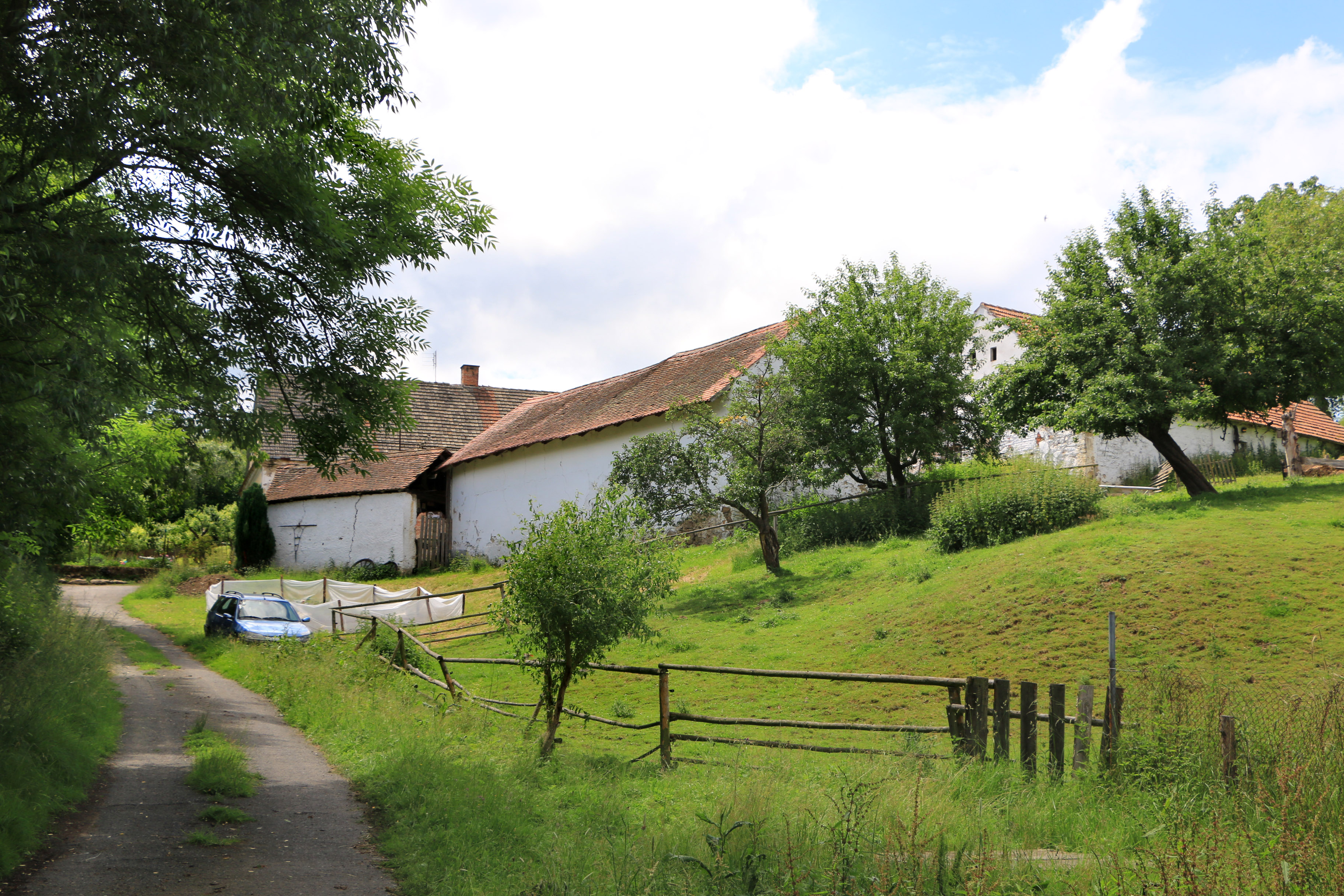
Weggetje door het dorp (2016)